# الهروب إلى فارين

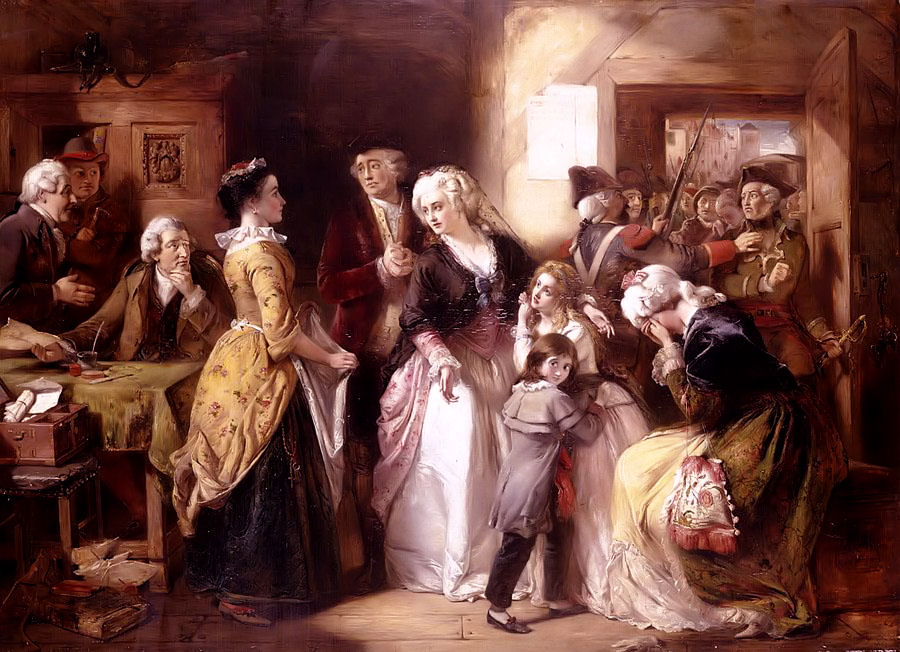

كان هروب العائلة المالكة إلى فارين خلال ليلة 20-21 يونيو 1791 حلقة مهمة في الثورة الفرنسية، إذ حاول الملك لويس السادس عشر ملك فرنسا والملكة ماري أنطوانيت وعائلتهما المباشرة الفرار من باريس دون جدوى من أجل بدء ثورة مضادة على رأس القوات الموالية بقيادة الضباط الملكيين المتمركزين في مونتميدي قرب الحدود. وصلوا حتى بلدة فارين الصغيرة حيث قُبض عليهم بعد التعرف عليهم في محطتهم السابقة في سانت-مينهولد.
كانت هذه الحادثة نقطة تحولٍ، إذ أصبح بعدها العداء الشعبي تجاه الملكية الفرنسية كمؤسسة، وتجاه الملك والملكة كأفراد، أكثر وضوحًا. اتُّهم الملك بالخيانة لمحاولته الفرار، ما أدى في النهاية إلى إعدامه عام 1793.
فشل الهروب بسبب سلسلة من الصدف السيئة والتأخيرات وسوء التفسير والأحكام الخاطئة التي حدث معظمها بسبب تردد الملك؛ إذ أجَّل توقيت الهروب مرارًا وتكرارًا، ما جعل المشاكل الصغيرة تزداد سوءًا. علاوة على ذلك، بالغ الملك في تقدير دعم الشعب للنظام الملكي التقليدي، إذ أخطأ في اعتقاده بأن الراديكاليين الباريسيين هم فقط من يدعمون الثورة وأن عامة الشعب يعارضونها بمجملهم، وبأنه يتمتع بمكانة خاصة لدى الفلاحين وعامة الناس.
كان هروب الملك حدثًا صادمًا لفرنسا وأثار ردود فعل متنوعة تراوحت بين القلق والعنف والذعر. أدرك الجميع أن التدخل الأجنبي كان وشيكًا. صعق رفض الملك للإصلاحات الثورية التي وُضعت حتى تلك اللحظة الأشخاصَ الذين رأوا فيه ملكًا حسن النية يحكم وكأنه تجلٍّ لإرادة الرب. تطورت الجمهوريانية بسرعة من مجرد موضوع للنقاش في المقاهي إلى مثل أعلى يتبناه القادة الثوريون.
هرب أيضًا شقيق الملك في نفس الليلة، ولكن عبر طريق مختلف، ونجح في الهروب. قضى الثورة الفرنسية في المنفى، ثم عاد ليتوَّج الملك لويس الثامن عشر.

## خلفية
كان رد فعل لويس السادس عشر غير الحاسم أحد أسباب النقل القسري للعائلة المالكة من قصر فرساي إلى قصر التويليري في باريس في 6 أكتوبر 1789 بعد مسيرة النساء إلى قصر فرساي. يبدو أن الانتقال قد شلّ الملك عاطفيًا، وتُرك اتخاذ العديد من القرارات المهمّة للملكة الغرّة في السياسة. في 28 فبراير 1791، بينما كان الماركيز دي لافاييت يتصدّى لصراع في فانسن، سار مئات الملكيين إلى قصر التويلري لدعم العائلة المالكة، ولكن الحرس الوطني طردهم من القصر.

## الغاية من الهروب
كان الهدف المنشود من الهروب الفاشل إتاحة قدر أكبر من حرية التصرف والأمان الشخصي للملك مما كان ممكنًا في باريس. في مونتميدي، حشد الجنرال فرانسوا كلود دي بوييه، الماركيز دي بوييه، قوة قوامها 10 آلاف جندي من الجيش الملكي القديم الذين ما زالوا يُعدّون موالين للملكية. أظهر دي بوييه حماسًا في قمع تمرد خطير في نانسي عام 1790. تضمنت القوات التي كانت تحت إمرته كتيبتين سويسريتين وأربع كتائب ألمانية من المرتزقة الذين كانوا يُعدّون أجدر بالثقة من نظرائهم الفرنسيين في زمن الاضطرابات السياسية العامة. صرّح البارون الملكي دي بريتويل في رسالة كتبها لتُقدّم إلى اجتماع للكانتونات السويسرية في زيورخ أن «جلالة الملك يرغب في أن تكون لديه مثل هذه القوات المهيبة تحت تصرفه، فلا يملك أجرأ المتمردين خيارًا آخر سوى الخضوع». توقّع البلاط أن «يحتشد العديد من الرعايا المخلصين من كل الطبقات» للمطالبة باستعادة حقوق العرش والنظام دون اللجوء إلى حرب أهلية أو غزو خارجي.
ما تزال الأهداف السياسية طويلة المدى لهروب الزوجين الملكيين ومستشاريهم المقرّبين غير واضحة. تشير وثيقة مفصّلة بعنوان إعلان للشعب الفرنسي أعدّها لويس لتقديمها إلى المجلس الوطني وتركها في قصر التويلري إلى أن غايته الشخصية تتمثّل في العودة إلى التنازلات والتسويات الواردة في إعلان الطبقة الثالثة في 23 يونيو 1789، قبيل اندلاع أعمال العنف في باريس واقتحام الباستيل. أخذت مراسلات ماري أنطوانيت الخاصة منحىً أكثر رجعية، إذ تطلّعت إلى استعادة النظام الملكي القديم دون تقديم تنازلات، رغم الإشارة إلى العفو عن الجميع باستثناء القيادة الثورية ومدينة باريس «إذا لم ترجع إلى نظامها القديم».